# Анна Вежбицка
Анна Вежбѝцка, с родово име Смолѐнска (на полски: Anna Wierzbicka) е полско-австралийска езиковедка. Специалист в областта на семантиката, прагматиката, синтаксиса, типологията и междукултурното езикознание. Създателка на една от водещите теории за езика и значението – естествения семантичен метаезик.
Ръководителка на Катедрата по лингвистика на Австралийския национален университет. Член на Австралийската академия на хуманитарните науки и на Австралийската академия на социалните науки, действителен член на Полската академия на науките, член на Полската академия на знанията, чуждестранен член на Руската академия на науките.

## Трудове
- Dociekania semantyczne (1969)
- Semantic Primitives (1972)
- The Case for Surface Case (1980)
- Lingua Mentalis: The semantics of natural language (1980)
- Lexicography and Conceptual Analysis (1985)
- English Speech Act Verbs: A semantic dictionary (1987)
- The Semantics of Grammar (1988)
- Cross-cultural pragmatics: The semantics of human interaction (1991)
- Semantics, Culture and Cognition: Universal human concepts in culture-specific configurations (1992)
- Semantics: Primes and Universals (1996)
- Understanding Cultures Through Their Key Words: English, Russian, Polish, German, Japanese (1997)
- Emotions Across Languages and Cultures: Diversity and universals (1999)
- Język – umysł – kultura (1999, сборник с трудове)
- What Did Jesus Mean? Explaining the Sermon on the Mount and the Parables in simple and universal human concepts (2001)
- English. Meaning and Culture (2006)
- Experience, Evidence, and Sense: The hidden cultural legacy of English (2010)
- Imprisoned in English: The hazards of English as a default language (2014)